# Емельянов, Евгений Арсеньевич
Евгений Арсеньевич Емельянов (1917—1986) — сотрудник советских органов охраны правопорядка, начальник Управления внутренних дел Свердловского облисполкома, генерал-лейтенант внутренней службы.

## Биография
Родился в казачьей семье 10 февраля (23 февраля по новому стилю) 1917 года в станице Усть-Медведицкая (ныне — город Серафимович Волгоградской области).
В возрасте двух лет остался без родителей, воспитывался до 16 лет тёткой по материнской линии, которая жила в Троицке Челябинской области. В 1933—1937 обучался в Свердловском (Алапаевском) геолого-гидро-геодезическом техникуме, окончил его с отличием по буровой специальности. В течение полутора лет (1937—1938) работал в Кузнечихинском приисковом управлении треста «Миассзолото».
В сентябре 1938 призван на действительную военную службу, которую проходил в 50-м артиллерийском полку на Дальнем Востоке в качестве рядового и младшего командира топо-службы. После демобилизации в 1940 поступил на работу в Уральское геологическое управление, работал на разведке медного месторождения в районе Невьянска. Член ВКП(б).
В июне 1941 мобилизован в Особый отдел НКВД Уральского военного округа и после окончания краткосрочных курсов направлен на работу в Березниковский военный гарнизон на должность оперуполномоченного по обслуживанию военных госпиталей и аэросанного училища. В декабре 1941 в составе лыжного истребительного батальона выехал в Действующую армию на Северо-Западный фронт и в составе частей 26-й стрелковой дивизии принимал участие в боях до окончания войны. В 1942—1944 был старшим оперуполномоченным Особого отдела 312-го стрелкового полка, в 1944—1946 — старшим следователем Отдела контрразведки «СМЕРШ» дивизии.
После демобилизации в июне 1946 в звании капитана направлен на укрепление следственных кадров в Свердловскую городскую прокуратуру на должность старшего следователя, в 1948 назначен помощником прокурора по следственной работе. Одновременно с работой с 1946 обучался в Свердловском филиале заочного юридического института, который окончил в 1950 году.
В марте 1949 направлен на работу в аппарат Свердловского обкома КПСС, в течение двух лет (1949—1951) был инструктором Административного отдела по контролю за промышленными предприятиями Министерства внутренних дел. В течение последующих четырёх лет (1951—1955) работал первым секретарём Берёзовского горкома КПСС, затем более 20 лет (1955—1976) был заместителем начальника и начальником Управления внутренних дел Свердловского Облисполкома. С 17 ноября 1963 по 1976 начальник Управления внутренних дел Свердловского облисполкома. Участвовал в работе органов БХСС.
После выхода на пенсию в июне 1976 работал (1981—1984) исполняющим обязанности доцента кафедры истории КПСС и политэкономии в Свердловском архитектурном институте.
Умер 4 июля 1986 года в Свердловске, похоронен на Широкореченском кладбище.

### Звания
- Капитан;
- Комиссар милиции 3-го ранга;
- Комиссар милиции 2-го ранга;
- Генерал-лейтенант внутренней службы.

### Награды
Награждён орденами Трудового Красного Знамени, Дружбы народов, Отечественной войны I и II-й степеней (16.05.1945), Красной Звезды (26.09.1944), медалями «За отвагу», «За победу над Германией в Великой Отечественной войне 1941—1945 гг.», «За безупречную службу» 2-й степени и другими. В 1967 награждён Почётной грамотой Президиума Верховного Совета РСФСР.